# آرامگاه پیر خاموش
آرامگاه پیر خاموش مربوط به دوره سلجوقیان است و در مرند، خیابان هفت تیر شرقی، کوچه صمصامی واقع شده و این اثر در تاریخ ۱۸ اسفند ۱۳۸۷ با شمارهٔ ثبت ۲۵۱۹۴ به‌عنوان یکی از آثار ملی ایران به ثبت رسیده است.

## نگارخانه

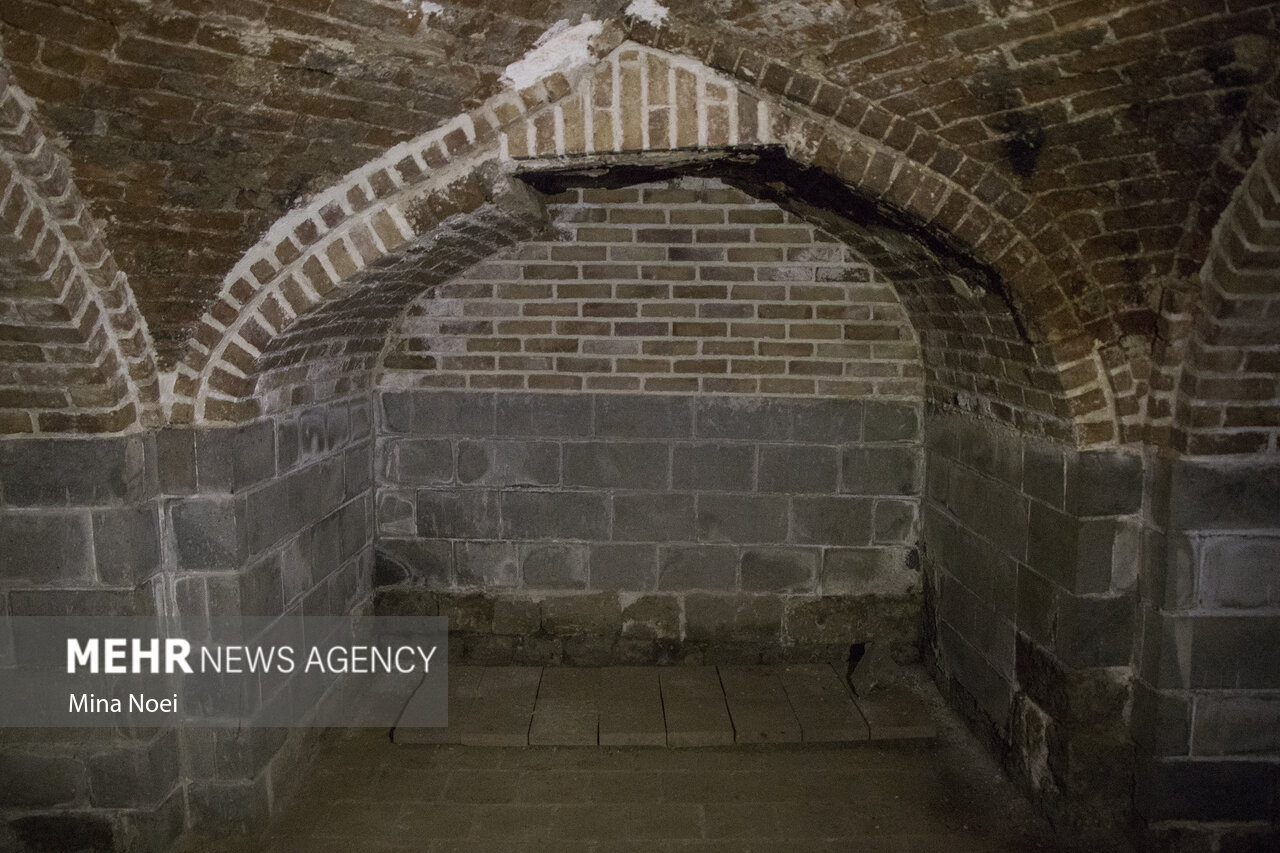
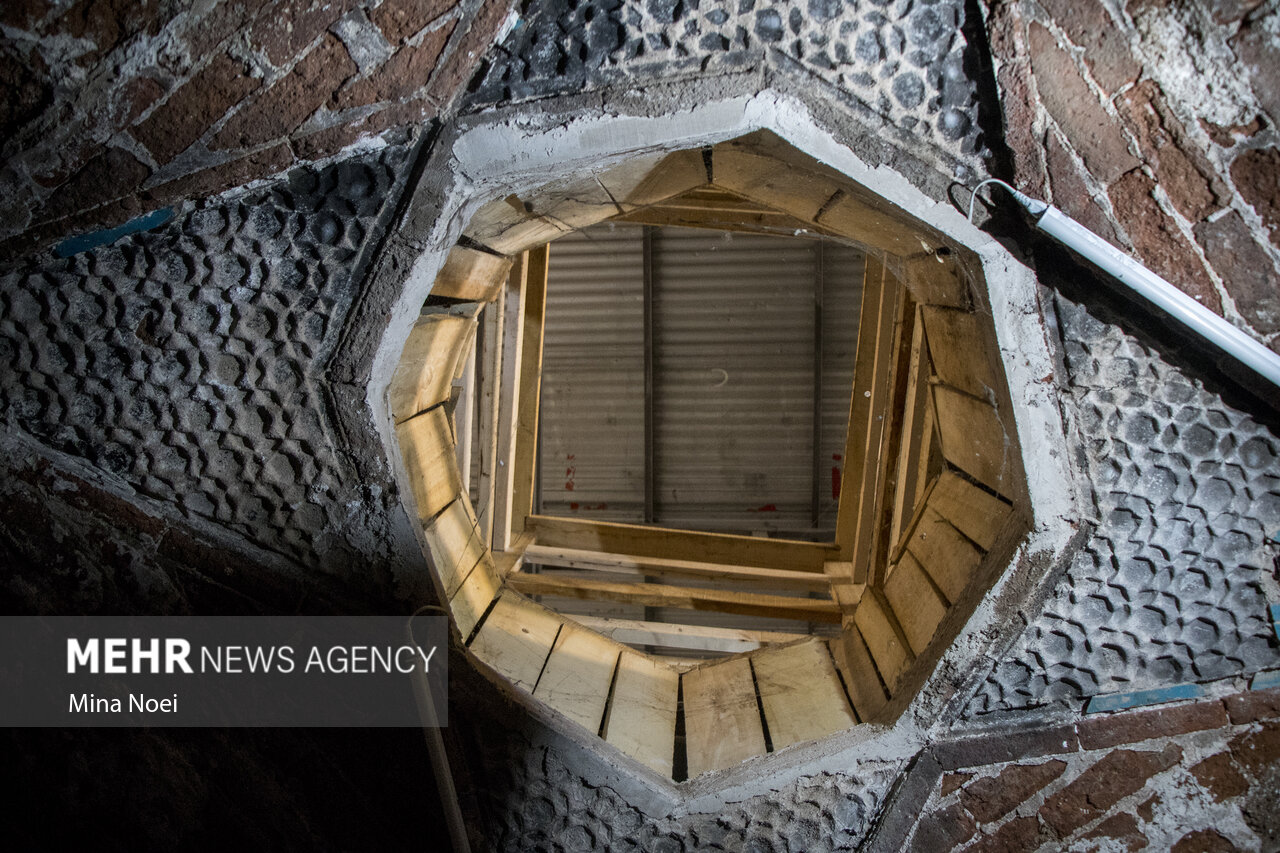